# مقاومة كاراتاي (مسلسل)
مقاومة كاراتاي هو فيلم مغامرة وأكشن وتاريخي لعام 2018 من إخراج صلاح الدين سانجاكلي.

## اللاعبون
- محمد اصلانتوغ (الأمير جلال الدين كاراتاي)
- فكرت كوشكان (أهي إيفرين)
- يورداير أوكور (بايجو نويان)
- ألبرين دويماز (كوتاي)
- بورجو أوزبيرك (توركان)
- أرطغرل صقر (الوزير العادل)
- نيك زيليلاي [الإنجليزية]
 (بورك)
- فولكان كيسكين (أولكايتو)
- جاهد كايا أوغلو (علاء الدين كيكوباد)
- فرقان بالالي (الرومي)
- إيجي ياسار (مارال)
- نفيسة كاراتاي (أخت فاطمة)
- علي بوهارا ميتي (كيخسرو الثاني)
- يوسف أيتكين (سونغور)
- كوتاي كوكتورك [التركية]
 (المعلم كوبيلي)
- طغرل طولك [التركية]
 (شمس الدين الأصفهاني)
- لطيف كورو (نظام الدين سهراب)
- ميدنري يلماز [التركية]
 (بانيت)